# Винокурский, Хаим Аронович
Хаим Аронович Виноку́рский (1906—1984) — советский конструктор.

## Биография
Родился 2 (15 января) 1906 года в Унече Суражского уезда Черниговской губернии (ныне — Брянская область). В 12 лет осиротел (родители умерли от тифа), после чего воспитывался в семье дяди.
Окончил начальную школу и потом занимался самообразованием. С 1925 года жил в Москве, работал на кондитерской фабрике.
В 1931 году окончил инженерно-строительный факультет МВТУ имени Н. Э. Баумана и получил направление в Свердловск на «Уралмашзавод». Работал прорабом на строительстве металлических конструкций цехов, потом перешел в конструкторский отдел.
Кандидат технических наук (1946, тема диссертации «Расчет пространственных конструкций, мостов»).
До последних дней жизни работал в отделе главного конструктора горнорудного машиностроения начальником сектора бюро сварных конструкций.
Получил 35 авторских свидетельств на изобретения. Автор 2 монографий.
Умер 22 января 1984 года. Похоронен на Северном кладбище Екатеринбурга.

## Награды и премии
- Сталинская премия первой степени (1951) — за создание конструкции шагающего экскаватора «ЭШ-14/65» (конструктор уникальной вантовой стрелы шагающего экскаватора)
- заслуженный изобретатель РСФСР (1963)[1]
- орден Красной Звезды (16.09.1945)[2]